# 聲入人心
《声入人心》，是中国大陆湖南卫视推出的中国首档美声偶像男团竞演养成类真人秀节目，每季节目包含来自世界各大知名音乐学院、艺术学院的共计36位演唱成员，在长达100天的时间内进行封闭式训练及录制，并由三位出品人评选出10次TOP6首席，而最终被评选出的六位首席演唱成员将获得全国巡演和发行专辑的机会。《声入人心》由湖南卫视青年制作人代表任洋、湖南卫视金牌制作人邢丽琴以及二人的联合团队打造，由《天天向上》制作人沈欣担任节目监制，第一季于2018年10月21日启动录制，2018年11月2日起每週五20:10接档《幻乐之城》播出；第二季于2019年6月14日启动录制，2019年7月19日起每週五20:10接档《巅峰之夜》播出。

## 比赛方式
赛期共计100天。在此期间，36位演唱成员将接受不同形态的重唱考核，但不会有人遭到淘汰。三位出品人每週将会为每位演唱成员给出首席或替补的资格建议，只有首席成员才有机会获得公演资格，替补成员则需要以演唱考核的形式取得额外的公演资格。最终将评选出六位终极首席，六位终极首席将获得全国巡演和发行专辑的机会。此外，三位出品人还将对36位演唱成员进行分组打磨和陪伴成长。

## 季度概述
| 赛季 | 开播          | 完结          | 集数 | 出品人                                      | 成员                                                | 成员     |
| 赛季 | 开播          | 完结          | 集数 | 出品人                                      | 年度首席成员                                        | 其他成员 |
| ---- | ------------- | ------------- | ---- | ------------------------------------------- | --------------------------------------------------- | -------- |
| 1    | 2018年11月2日 | 2019年1月18日 | 12   | - 廖昌永 - 尚雯婕 - 刘宪华 - 石倚洁（代班） | - 阿云嘎 - 蔡程昱 - 郑云龙 - 高天鹤 - 王凯 - 仝卓   | 列表     |
| 2    | 2019年7月19日 | 2019年10月4日 | 12   | - 廖昌永 - 張惠妹 - 尚雯婕 - 吴碧霞（代班） | - 徐均朔 - 戴宸 - 张英席 - 郭虹旭 - 何亮辰 - 郑棋元 | 列表     |

## 音乐作品

### 单曲
| 发行顺序 | 资料 | 曲目                                    |
| -------- | --- | --------------------------------------- |
| 1st      | 《光之心》 - 发行日期：2018年11月2日 - 唱片公司：天娱传媒 - 备注：仅提供在线数字下载                                                               | ★ 1. 光之心（《声入人心》主题曲）       |
| 2nd      | 《不说再见》 - 发行日期：2019年1月20日 - 唱片公司：环球动音 - 备注：由简弘亦主导，成员自发参与录制的告别曲，与节目组无任何关系，仅提供在线数字下载 | ☆ 1. 不说再见 2. 不说再见（伴奏）       |
| 3rd      | 《光鸣岛》 - 发行日期：2019年7月19日 - 唱片公司：快乐阳光 - 备注：仅提供在线数字下载                                                               | ★ 1. 光鸣岛（《声入人心》第二季主题曲） |

## 现场演出

### 演唱会／音乐分享会
《声入人心》同名音乐会全国巡演由节目组与保利演出联合出品，首场于2019年4月16日在北京保利剧院揭开序幕，至6月2日在上海作为最终场结束本次巡演，此次巡演共有17场演出，另有独立于巡演之外举行的成都音乐盛典·保利ART音乐节。而「不说再见」系列演唱会则是由余笛主导，为成员自发组织的非营利性演唱会，与节目组无任何关系，其他类似巡演亦与节目组无关。第二季同名音乐会全国巡演于2019年12月2日在长沙梅溪湖国际文化艺术中心大剧院揭开序幕，至2020年1月14日在北京作为最终场结束本次巡演，此次巡演共有11场演出。
| 年份 | 日期  | 标题                                          | 场地                              | 参加演出者 |
| ---- | ----- | --------------------------------------------- | --------------------------------- | --- |
| 2019 | 04/16 | 【声入人心】2019音乐会巡演 北京站             | 北京 保利剧院                     | 阿云嘎、郑云龙、鞠红川、蔡程昱、高天鹤、周深、王凯、仝卓                                                                   |
| 2019 | 04/18 | 【声入人心】2019音乐会巡演 天津站             | 天津 天津大剧院                   | 周深、王晰、王凯、高天鹤、张超、翟李朔天、蔡程昱                                                                           |
| 2019 | 04/23 | 【不说再见】系列演唱会 上海站                 | 上海 上汽文化广场                 | 郑云龙、余笛、李琦、周深、简弘亦、王凯、廖佳琳、刘彬濠、方书剑                                                             |
| 2019 | 04/24 | 【声入人心】2019音乐会巡演 沈阳站             | 沈阳 盛京大剧院                   | 王晰、王凯、贾凡、马佳、廖佳琳、高杨、翟李朔天                                                                             |
| 2019 | 04/26 | 【声入人心】2019音乐会巡演 青岛站             | 青岛 青岛大剧院                   | 贾凡、高杨、高天鹤、鞠红川、王凯、张超、蔡程昱                                                                             |
| 2019 | 04/30 | 【声入人心】2019音乐会巡演 珠海站             | 珠海 珠海大剧院                   | 陆宇鹏、阿云嘎、周深、蔡程昱、仝卓、翟李朔天、代玮                                                                         |
| 2019 | 05/03 | 成都音乐盛典 保利ART音乐节                    | 成都 成都露天音乐公园             | 王晰、高天鹤、鞠红川、蔡程昱、马佳、张超、仝卓、翟李朔天、贾凡、简弘亦、高杨、星元、代玮、石凯、蔡尧、龚子棋、梁朋杰、李琦 |
| 2019 | 05/05 | 【声入人心】2019音乐会巡演 常州站             | 常州 常州大剧院                   | 仝卓、鞠红川、高天鹤、马佳、张超、龚子棋、梁朋杰                                                                           |
| 2019 | 05/07 | 【声入人心】2019音乐会巡演 合肥站             | 合肥 合肥大剧院                   | 王晰、高天鹤、鞠红川、蔡程昱、仝卓、贾凡、代玮                                                                             |
| 2019 | 05/09 | 【声入人心】2019音乐会巡演 武汉站             | 武汉 武汉琴台大剧院               | 鞠红川、马佳、翟李朔天、高杨、张超、石凯、星元、李文豹                                                                     |
| 2019 | 05/11 | 【声入人心】2019音乐会巡演 长沙站             | 长沙 梅溪湖国际文化艺术中心大剧院 | 阿云嘎、郑云龙、鞠红川、蔡程昱、张超、仝卓、马佳、高天鶴                                                                   |
| 2019 | 05/12 | 【声入人心】2019音乐会巡演 长沙站             | 长沙 梅溪湖国际文化艺术中心大剧院 | 阿云嘎、王晰、周深、蔡程昱、高杨、代玮、石凯、高天鹤                                                                       |
| 2019 | 05/14 | 【声入人心】2019音乐会巡演 重庆站             | 重庆 重庆大剧院                   | 鞠红川、贾凡、高杨、马佳、张超，龚子棋、方书剑                                                                             |
| 2019 | 05/20 | 【声入人心】2019音乐会巡演 杭州站             | 杭州 余杭大剧院                   | 阿云嘎、蔡程昱、贾凡、陆宇鹏、黄子弘凡、龚子棋、代玮、李向哲                                                               |
| 2019 | 05/22 | 【声入人心】2019音乐会巡演 厦门站             | 厦门 厦门嘉庚剧院                 | 翟李朔天、高天鹤、洪之光、马佳、鞠红川、张超、梁朋杰、刘彬濠                                                               |
| 2019 | 05/26 | 【声入人心】2019音乐会巡演 无锡站             | 无锡 无锡大剧院                   | 高天鹤、蔡程昱、鞠红川、李琦、黄子弘凡、张超、洪之光、翟李朔天                                                             |
| 2019 | 05/28 | 【声入人心】2019音乐会巡演 南京站             | 南京 南京保利大剧院               | 仝卓、马佳、李琦、贾凡、张超、黄子弘凡、方书剑、梁朋杰                                                                     |
| 2019 | 05/31 | 【声入人心】2019音乐会巡演 宁波站             | 宁波 宁波文化广场大剧院           | 仝卓、廖佳琳、贾凡、高杨、黄子弘凡、马佳、翟李朔天、代玮                                                                   |
| 2019 | 06/02 | 【声入人心】2019音乐会巡演 上海站             | 上海 上海保利大剧院               | 阿云嘎、郑云龙、鞠红川、蔡程昱、高天鹤、仝卓、张超、贾凡、马佳                                                             |
| 2019 | 06/08 | 【你眼里的蓝】美声男团2019巡回演唱会 北京站   | 北京 二七剧场                     | 高杨、贾凡、马佳、王晰 |
| 2019 | 06/09 | 【你眼里的蓝】美声男团2019巡回演唱会 石家庄站 | 石家庄 石家庄大剧院               | 高杨、贾凡、马佳、王晰 |
| 2019 | 06/14 | 【你眼里的蓝】美声男团2019巡回演唱会 成都站   | 成都 世外桃源大剧院               | 高杨、贾凡、马佳、王晰 |
| 2019 | 06/16 | 【你眼里的蓝】美声男团2019巡回演唱会 西安站   | 西安 别克·陕西大剧院              | 高杨、贾凡、马佳、王晰 |
| 2019 | 06/21 | 【不说再见】系列演唱会 北京站                 | 北京 北京工人体育馆               | 余笛、郑云龙、王凯、廖佳琳、李琦、翟李朔天、龚子棋、方书剑、李向哲、刘彬濠、金圣权                                         |
| 2019 | 06/21 | 【你眼里的蓝】美声男团2019巡回演唱会 深圳站   | 深圳 南山文体中心剧院大剧院       | 高杨、贾凡、马佳、王晰、黄子弘凡                                                                                           |
| 2019 | 07/21 | 【你眼里的蓝】之少年唱游 北京站               | 北京 糖果Tango三层音乐厅          | 陈博豪、龚子棋、黄子弘凡、梁朋杰                                                                                           |
| 2019 | 07/23 | 【你眼里的蓝】之少年唱游 武汉站               | 武汉 湖北剧院                     | 陈博豪、龚子棋、梁朋杰、星元                                                                                               |
| 2019 | 07/28 | 【你眼里的蓝】之少年唱游 昆明站               | 昆明 海埂会堂                     | 陈博豪、龚子棋、梁朋杰、星元                                                                                               |
| 2019 | 08/02 | 【你眼里的蓝】之少年唱游 重庆站               | 重庆 重庆文化宫大剧院             | 陈博豪、龚子棋、黄子弘凡、星元                                                                                             |
| 2019 | 08/03 | 【你眼里的蓝】之少年唱游 成都站               | 成都 正火艺术中心1号馆            | 陈博豪、龚子棋、黄子弘凡                                                                                                   |
| 2019 | 08/10 | 【你眼里的蓝】之音色幻想 南京站               | 南京 江苏广电荔枝大剧院           | 陈博豪、黄子弘凡、梁朋杰、金圣权、廖佳琳                                                                                   |
| 2019 | 08/11 | 【你眼里的蓝】之音色幻想 杭州站               | 杭州 浙话艺术剧院                 | 陈博豪、黄子弘凡、梁朋杰、金圣权                                                                                           |
| 2019 | 08/13 | 【你眼里的蓝】之音色幻想 上海站               | 上海 美琪大戏院                   | 陈博豪、高杨、黄子弘凡、梁朋杰、金圣权                                                                                     |
| 2019 | 08/14 | 【你眼里的蓝】之音色幻想 上海站               | 上海 美琪大戏院                   | 高杨、黄子弘凡、星元、金圣权、廖佳琳                                                                                       |
| 2019 | 08/16 | 【你眼里的蓝】之音色幻想 西安站               | 西安 果核剧场                     | 陈博豪、梁朋杰、星元 |
| 2019 | 08/18 | 【你眼里的蓝】之音色幻想 北京站               | 北京 中国人民大学如论讲堂         | 黄子弘凡、星元、金圣权、廖佳琳                                                                                             |
| 2019 | 08/20 | 【你眼里的蓝】之少年唱游 天津站               | 天津 津湾大剧院                   | 高杨、龚子棋、星元、金圣权、廖佳琳                                                                                         |
| 2019 | 08/24 | 【你眼里的蓝】之少年唱游 广州站               | 广州 广州少年宫蓓蕾剧院           | 陈博豪、黄子弘凡、梁朋杰、星元、金圣权                                                                                     |
| 2019 | 08/25 | 【你眼里的蓝】之少年唱游 深圳站               | 深圳 南山文体中心剧院大剧院       | 陈博豪、高杨、黄子弘凡、梁朋杰、星元、金圣权                                                                               |
| 2019 | 11/08 | 保利ART音乐节 西安演唱会                      | 西安 曲江国际会展中心             | 阿云嘎、郑云龙、王晰、高天鹤、李琦、贾凡、马佳、翟李朔天                                                                   |
| 2019 | 11/17 | 保利ART音乐盛典 诸暨站                        | 绍兴 诸暨西施大剧院               | 贾凡、马佳、洪之光、翟李朔天、胡超政                                                                                       |
| 2019 | 12/02 | 【声入人心Ⅱ】音乐会全国巡演 长沙站            | 长沙 梅溪湖国际文化艺术中心大剧院 | 张英席、郑棋元、徐均朔、何亮辰、何宜霖、郭虹旭、董攀、方晓东、赵一、仝卓、蔡程昱                                           |
| 2019 | 12/03 | 【声入人心Ⅱ】音乐会全国巡演 长沙站            | 长沙 梅溪湖国际文化艺术中心大剧院 | 张英席、郑棋元、徐均朔、何亮辰、胡浩、何宜霖、郭虹旭、董攀、方晓东、赵一、贾凡                                             |
| 2019 | 12/10 | 【声入人心Ⅱ】音乐会全国巡演 重庆站            | 重庆 重庆大剧院                   | 张英席、何亮辰、何宜霖、袁广泉、殷浩伦、方晓东、赵一、胡浩                                                                 |
| 2019 | 12/13 | 【声入人心Ⅱ】音乐会全国巡演 杭州站            | 杭州 余杭大剧院                   | 刘岩、徐均朔、戴宸、殷浩伦、方晓东、董攀、刘泉君、贾凡                                                                     |
| 2019 | 12/17 | 【声入人心Ⅱ】音乐会全国巡演 合肥站            | 合肥 合肥大剧院                   | 何亮辰、袁广泉、赵越、何宜霖、扎西顿珠、胡浩、赵凡嘉、洪之光                                                               |
| 2019 | 12/20 | 【声入人心Ⅱ】音乐会全国巡演 无锡站            | 无锡 无锡大剧院                   | 张英席、徐均朔、郭虹旭、何亮辰、袁广泉、何宜霖、方晓东、周士原、刘泉君                                                     |
| 2019 | 12/24 | 【声入人心Ⅱ】音乐会全国巡演 郑州站            | 郑州 河南艺术中心大剧院           | 刘岩、赵越、郭虹旭、袁广泉、董攀、周士原、王敏辉、赵一、毛二、杨皓晨、徐凯                                                 |
| 2019 | 12/27 | 【我爱你·中国】廖昌永和他梅溪湖男孩们的音乐会 | 珠海 珠海大剧院                   | 廖昌永、贾凡、赵越、戴宸、崔越峰、宋宇航、殷浩伦、赵一 嘉宾：任雯文                                                        |
| 2020 | 01/04 | 【声入人心Ⅱ】音乐会全国巡演 南京站            | 南京 南京保利大剧院               | 刘岩、郑棋元、徐均朔、郭虹旭、戴宸、董攀、赵超凡、胡超政、王上                                                             |
| 2020 | 01/11 | 【声入人心Ⅱ】音乐会全国巡演 青岛站            | 青岛 青岛大剧院                   | 郑棋元、赵越、郭虹旭、何亮辰、何宜霖、袁广泉、董攀、周士原、黄名宇                                                         |
| 2020 | 01/13 | 【声入人心Ⅱ】音乐会全国巡演 北京站            | 北京 保利剧院                     | 张英席、郑棋元、徐均朔、何亮辰、戴宸、郭虹旭、赵越、袁广泉、何宜霖、赵一、郑艺彬、周奇、赵凡嘉、殷浩伦、刘泉君、胡浩       |
| 2020 | 01/14 | 【声入人心Ⅱ】音乐会全国巡演 北京站            | 北京 保利剧院                     | 张英席、郑棋元、徐均朔、何亮辰、戴宸、郭虹旭、赵越、袁广泉、何宜霖、赵一、洪之光、贾凡、董攀、殷浩伦、刘泉君、胡浩         |

## 《歌手2019》比赛成绩

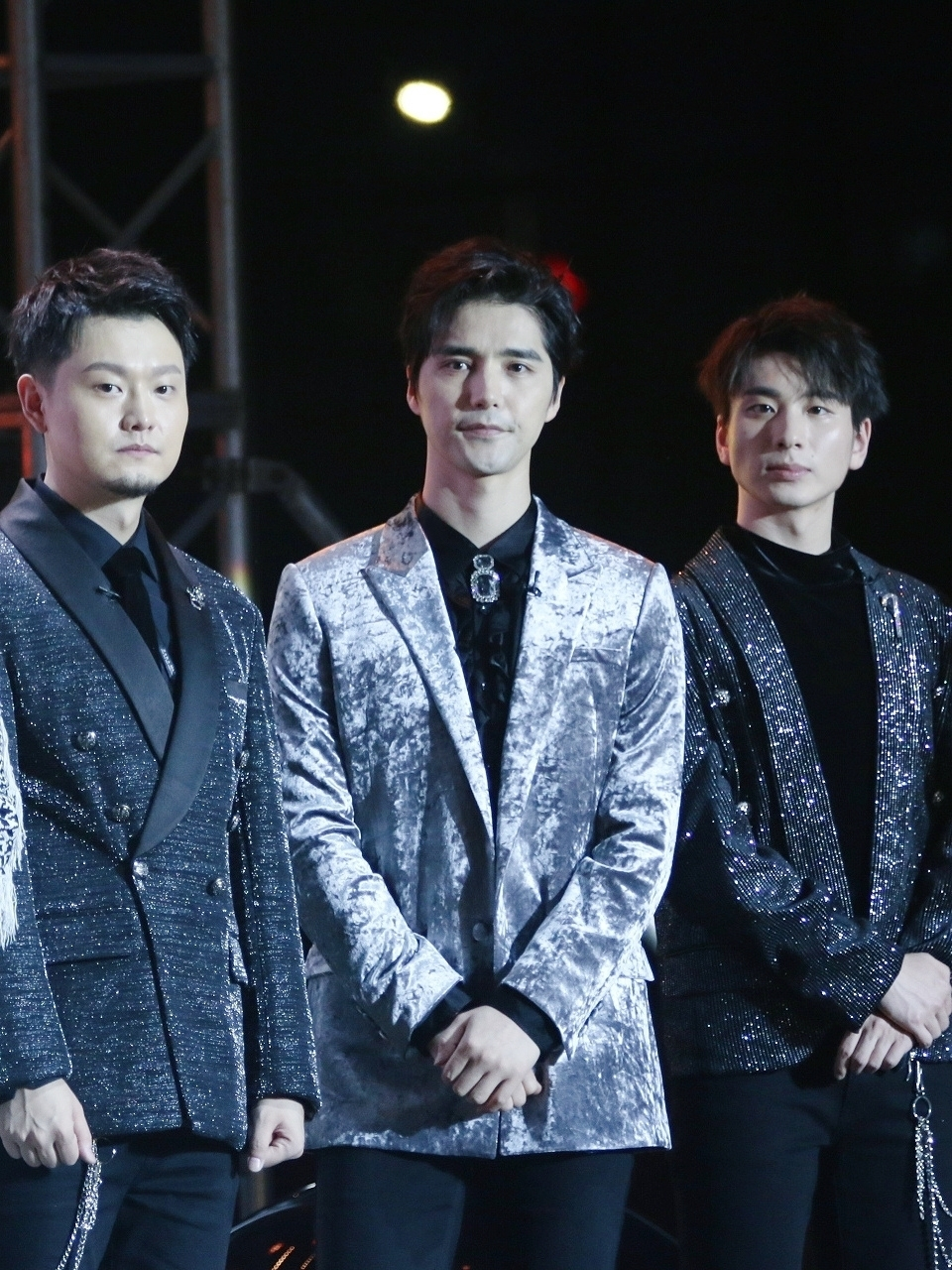
2019年3月28日，声入人心男团出席《请回答，歌手》线下音乐展启动仪式

2019年1月26日，《歌手2019》节目组通过官方微博宣布由阿云嘎、郑云龙、鞠红川和蔡程昱四人组成的「声入人心男团」成为该节目的第二组专家推选踢馆歌手，并将与全民举荐踢馆歌手钱正昊在第二轮踢馆预选赛中争夺正式踢馆资格。初登场即以阿云嘎和蔡程昱在第四期中演唱过的《鹿 Be Free》击败钱正昊，获得正式踢馆资格。在接下来的正式踢馆赛中，他们演唱了洛伦·奥尔雷德的《Never Enough》，并以第三名踢馆成功。3月12日，郑云龙于个人微博发表声明，表示因行程冲突而不再参加第四轮淘汰赛及之后的竞演，声入人心男团将由余下三名成员继续参赛。最终，声入人心男团顺利晋级总决赛并获得季军。
| 期数 | 轮数           | 首播日期      | 演唱歌曲                                   | 原唱者                                     | 歌曲介绍                                                              | 排名 | 得票率  | 备注                                                                                         |
| ---- | -------------- | ------------- | ------------------------------------------ | ------------------------------------------ | --------------------------------------------------------------------- | ---- | ------- | -------------------------------------------------------------------------------------------- |
| 6    | 第二轮踢馆赛   | 2019年2月15日 | 《Never Enough》                           | Loren Allred                               | 词／曲：Benj Pasek、Justin Paul 编曲：钟兴民                          | 3    | 18.305% |                                                                                              |
| 7    | 第三轮排位赛   | 2019年2月22日 | 《心脏》                                   | 刘岩、林静                                 | 词：关山 曲：三宝 编曲：Nick Pyo                                      | 2    | 17.395% | 阿云嘎试唱曲目                                                                               |
| 8    | 第三轮淘汰赛   | 2019年3月1日  | 《好想大声说爱你》                         | 张杰、耿斯汉                               | 词：甘世佳 曲：多多纳好夫 编曲：Nick Pyo                              | 6    | 12.195% | 团体排名最低的演出 两场总成绩第4名                                                           |
| 9    | 第三轮踢馆赛   | 2019年3月8日  | 《真爱乐章》                               | Andrea Bocelli                             | 词：唐恬、鞠红川 曲：Pierpaolo Guerrini、Paolo Luciani 编曲：Nick Pyo | 3    | 16.930% |                                                                                              |
| 10   | 第四轮排位赛   | 2019年3月15日 | 《她》                                     | 王思远                                     | 词／曲：王思远 编曲：Nick Pyo                                         | 5    | 13.810% | 郑云龙因参与音乐剧《谋杀歌谣》北京站的演出而缺席本场竞演，本场由音乐合夥人高天鹤兼任助演嘉宾 |
| 11   | 第四轮踢馆赛   | 2019年3月22日 | 《大船》                                   | 鞠红川                                     | 词／曲：孙海倪 编曲：Nick Pyo                                         | 6    | 9.015%  | 团体排名最低的演出                                                                           |
| 12   | 突围赛         | 2019年3月29日 | 《总有一天》                               | 沙宝亮                                     | 词：关山 曲：三宝 编曲：Nick Pyo                                      | 1    | 23.23%  | 团体排名最高的演出 突围成功                                                                  |
| 13   | 金典歌王冲刺夜 | 2019年4月5日  | 《Forever Queen》组曲 （帮唱嘉宾：迪玛希） | 《Forever Queen》组曲 （帮唱嘉宾：迪玛希） | 编曲：Nick Pyo                                                        | —    | —       |                                                                                              |
| 13   | 金典歌王冲刺夜 | 2019年4月5日  | 《Love of My Life》                        | Queen                                      | 词／曲：Freddie Mercury                                               | —    | —       |                                                                                              |
| 13   | 金典歌王冲刺夜 | 2019年4月5日  | 《We Will Rock You》                       | Queen                                      | 词／曲：Brian May                                                     | —    | —       |                                                                                              |
| 13   | 金典歌王冲刺夜 | 2019年4月5日  | 《Bohemian Rhapsody》                      | Queen                                      | 词／曲：Freddie Mercury                                               | —    | —       |                                                                                              |
| 13   | 金典歌王冲刺夜 | 2019年4月5日  | 《We Are the Champions》                   | Queen                                      | 词／曲：Freddie Mercury                                               | —    | —       |                                                                                              |
| 14   | 总决赛第一轮   | 2019年4月12日 | 《You Raise Me Up》 （帮唱嘉宾：王力宏）   | Secret Garden                              | 词：Brendan Graham 曲：Rolf Løvland 编曲：Nick Pyo                    | —    | —       | 晋级第二轮                                                                                   |
| 14   | 总决赛第二轮   | 2019年4月12日 | 《就在这瞬间》                             | 刘令飞                                     | 词：周笑微 曲：Frank Wildhorn 编曲：Nick Pyo                          | 3    | 7.88%   | 郑云龙试唱曲目                                                                               |

## 《合唱吧！300》比赛成绩
2019年8月11日，由鞠红川、蔡程昱和张超三人组成的「声入人心合唱团」参与录制的《合唱吧！300》第三期节目于腾讯视频上线播出，当期实际到场歌迷人数为278人。在无彩排创意合唱秀环节，他们与歌迷共同演唱了《光之心》。8月13日，当期赛果于节目官方微博正式公布。最终，声入人心合唱团以总分0.96分的成绩负于获得1.04分的火箭少女101合唱团，无缘终极合唱夜。在9月1日上线播出的第六期节目中，声入人心合唱团以一首《不说再见》回馈歌迷。

## 收视率

### 第一季
| 中国大陆 湖南卫视 首播收视率 |                |           |           |           |           |           |           | |
| 集數                         | 播出日期       | CSM52／55 | CSM52／55 | CSM52／55 | CSM全国网 | CSM全国网 | CSM全国网 | 備註 |
| 集數                         | 播出日期       | 收視率    | 收視份額  | 排名      | 收視率    | 收視份額  | 排名      | 備註 |
| 1                            | 2018年11月2日  | 0.451     | 1.83      | 4         | 0.45      | 1.93      | 2         | 因转播《新闻联播》超时，本期节目顺延至20:34播映 《声入人心先导篇》CSM52收视率及份额分别为0.242/0.85，全国网收视率及份额分别为0.29/1.0                                             |
| 2                            | 2018年11月9日  | 0.403     | 1.52      | 6         | 0.49      | 1.85      | 1         | |
| 3                            | 2018年11月16日 | 0.336     | 1.27      | 6         | 0.32      | 1.31      | 2         | 因转播《新闻联播》超时，本期节目顺延至20:37播映 |
| 4                            | 2018年11月23日 | 0.281     | 1.07      | 11        | 0.25      | 0.99      | 4         | |
| 5                            | 2018年11月30日 | 0.391     | 1.46      | 7         | 0.35      | 1.39      | 3         | 《声入人心先导篇》CSM52收视率及份额分别为0.271/0.94，全国网收视率及份额分别为0.27/0.93                                                                                            |
| 6                            | 2018年12月7日  | 0.327     | 1.19      | 8         | 0.29      | 1.1       | 4         | 《声入人心先导篇》CSM52收视率及份额分别为0.226/0.75，全国网收视率及份额分别为0.31/1.03                                                                                            |
| 7                            | 2018年12月14日 | 0.397     | 1.56      | 6         | 0.32      | 1.34      | 3         | 《声入人心先导篇》CSM52收视率及份额分别为0.295/1.02，全国网收视率及份额分别为0.39/1.35                                                                                            |
| 8                            | 2018年12月21日 | 0.433     | 1.68      | 6         | 0.33      | 1.36      | 3         | 《声入人心先导篇》CSM52收视率及份额分别为0.299/1.05，全国网收视率及份额分别为0.32/1.09                                                                                            |
| 9                            | 2018年12月29日 | 0.484     | 1.77      | 9         | 0.44      | 1.65      | 2         | 因频道特殊编排，本期节目于週六20:10播映 CSM52不含广告收视率0.48，份额1.74 《声入人心先导篇》CSM52收视率及份额分别为0.41/1.34（不含广告），全国网收视率及份额分别为0.53/1.75       |
| 10                           | 2019年1月4日   | 0.417     | 1.57      | 5         | 0.39      | 1.51      | 3         | 自2019年1月1日起，城市组新增丹东、蚌埠、泸州测量仪数据，CSM52变更为CSM55 《声入人心先导篇》未计入排名，先导篇CSM55收视率及份额分别为0.480/1.61，全国网收视率及份额分别为0.46/1.51 |
| 11                           | 2019年1月11日  | 0.535     | 1.93      | 4         | 0.46      | 1.75      | 2         | 《声入人心先导篇》未计入排名，先导篇CSM55收视率及份额分别为0.537/1.82，全国网收视率及份额分别为0.53/1.8 浙江《梦想的声音第三季》完结                                              |
| 12                           | 2019年1月18日  | 0.763     | 2.81      | 2         | 0.64      | 2.43      | 1         | 《声入人心先导篇》未计入排名，先导篇全国网收视率及份额分别为0.72/2.49 |

1. 同时段或交叉时段主要节目：
  - 浙江卫视：《梦想的声音3》
2. 数据由广视索福瑞提供，调查范围为四岁以上之观众。
3. 以上收视排名不包括央视在内。
4. 资料来源：卫视这些事儿、卫视小露电、TV未知数。
5. 排名为週五晚间所有综艺节目的排名，并不一定为同一时段。

### 第二季
| 中国大陆 湖南卫视 首播收视率 |               |        |          |       |           |           |           | |
| 集數                         | 播出日期      | CSM59  | CSM59    | CSM59 | CSM全国网 | CSM全国网 | CSM全国网 | 備註 |
| 集數                         | 播出日期      | 收視率 | 收視份額 | 排名  | 收視率    | 收視份額  | 排名      | 備註 |
| 1                            | 2019年7月19日 | 0.658  | 2.55     | 6     | 0.46      | 1.92      | 2         | CSM59数据中缺泸州数据，故实为CSM58 《声入人心登场时刻》CSM59收视率及份额分别为0.598/2.35，全国网收视率及份额分别为0.41/1.79 浙江《2019中国好声音》开播 |
| 2                            | 2019年7月26日 | 0.614  | 2.41     | 5     | 0.5       | 2.2       | 2         | 《声入人心先导片》CSM59收视率及份额分别为0.557/2.18，全国网收视率及份额分别为0.43/1.94                                                                 |
| 3                            | 2019年8月2日  | 0.542  | 2.18     | 6     | 0.45      | 1.95      | 2         | 《声入人心先导片》CSM59收视率及份额分别为0.491/1.90，全国网收视率及份额分别为0.4/1.67                                                                  |
| 4                            | 2019年8月9日  | 0.505  | 2.04     | 6     | 0.44      | 1.97      | 2         | 《声入人心先导片》CSM59收视率及份额分别为0.467/1.70，全国网收视率及份额分别为0.38/1.51                                                                 |
| 5                            | 2019年8月16日 | 0.500  | 2.07     | 9     | 0.4       | 1.78      | 2         | 《声入人心先导片》未计入排名，先导片CSM59收视率及份额分别为0.537/2.07，全国网收视率及份额分别为0.34/1.41                                               |
| 6                            | 2019年8月23日 | 0.485  | 2.01     | 9     | 0.31      | 1.42      | 3         | 《声入人心先导片》未计入排名。先导片CSM59收视率及份额分别为0.494/1.85，全国网收视率及份额分别为0.26/1.03                                               |
| 7                            | 2019年8月30日 | 0.406  | 1.75     | 8     | 0.42      | 1.99      | 2         | 因转播《新闻联播》超时，本期节目顺延至20:31播映 《声入人心先导片》CSM59收视率及份额分别为0.329/1.21，全国网收视率及份额分别为0.38/1.46                 |
| 8                            | 2019年9月6日  | 0.455  | 1.83     | 8     | 0.39      | 1.72      | 2         | 《声入人心先导片》CSM59收视率及份额分别为0.377/1.39，全国网收视率及份额分别为0.26/1.03                                                                 |
| 9                            | 2019年9月13日 | 0.363  | 1.34     | 14    | 0.28      | 1.16      | 2         | 《声入人心先导片》未计入排名。先导片CSM59收视率及份额分别为0.327/1.16，全国网收视率及份额分别为0.28/1.11                                               |
| 10                           | 2019年9月20日 | 0.370  | 1.52     | 9     | 0.29      | 1.33      | 3         | 《声入人心先导片》CSM59收视率及份额分别为0.314/1.14，全国网收视率及份额分别为0.23/0.9                                                                  |
| 11                           | 2019年9月27日 | 0.460  | 2.00     | 8     | 0.37      | 1.87      | 2         | 《声入人心先导片》CSM59收视率及份额分别为0.451/1.65，全国网收视率及份额分别为0.34/1.38                                                                 |
| 12                           | 2019年10月4日 | 0.557  | 2.44     | 5     | 0.36      | 1.81      | 3         | 《声入人心先导片》未计入排名，先导片CSM59收视率及份额分别为0.560/2.03                                                                                  |

1. 同时段或交叉时段主要节目：
  - 浙江卫视：《2019中国好声音》
2. 数据由广视索福瑞提供，调查范围为四岁以上之观众。
3. 以上收视排名不包括央视在内。
4. 资料来源：卫视这些事儿、卫视小露电、TV未知数。
5. 排名为週五晚间所有综艺节目的排名，并不一定为同一时段。

## 奖项纪录
| 年份   | 颁奖典礼                 | 奖项               | 入围               | 结果 |
| ------ | ------------------------ | ------------------ | ------------------ | ---- |
| 2019年 | 第25届上海电视节白玉兰奖 | 最佳电视综艺节目奖 | 《声入人心》第一季 | 獲獎 |

## 反响与评价
《声入人心》的热播推动了音乐剧在中国大陆的推广和普及。2019年3月初，由《声入人心》成员主演的音乐剧一经开票便全数售罄，而且与历年同期相比，同场剧目演出票价也有所提升。在2019年艺考季，上海音乐学院的报考人数达2908人，同比增长16.88%，创历史新高。其中，招生名额仅有20人的音乐戏剧表演专业的报考人数增加了339人，考生增幅达46%。
2019年1月24日，由中共湖南省委宣传部主办、湖南广播电视台承办的《声入人心》研讨会在长沙举行，30余位专家学者、观众代表、媒体负责人就节目形式和内容展开研讨。节目总导演任洋首先就节目的创作背景和创作过程进行了简单介绍，他认为节目真正要做的是营造健康的演出生态，并希望观众能在节目结束后走进剧院观看阿云嘎、蔡程昱等成员的演出。随后，与会代表纷纷就下一步如何办好该节目提出了自己的意见和建议。《人民日报》文艺部编辑周飞亚希望节目定位更加清晰一些，例如增强选歌的专业性或者增加对音乐专业知识的普及；中国音乐学院教授赵云红则希望节目有更多的大门向在校学生打开；湖南省文联副主席、省音协主席邓东源则表示民族音乐语言应当在节目中占到一定的比例；北京舞蹈学院音乐剧系主任张小群则希望第二季在音乐剧和歌剧的批评标准上有一定的导向，并希望看到更有学术含量的点评出现，同时还建议节目组在第二季考虑加入融入角色的表演唱。最后，与会代表一致认为节目拉近了普通观众与高雅艺术之间的距离，让高雅艺术也可以做到雅俗共赏。
《声入人心》的热播还获得了包括《人民日报》、新华社、《光明日报》等在内的多家权威媒体的关注。第一季第七期节目播出后，已有豆瓣网友超过1.5万人参与打分，评分为9.1分，并成为2018年评分最高的中国大陆电视综艺，该数据在2019年3月被刷新至9.3分。截至2019年1月22日，《声入人心》微博主话题#声入人心#阅读量超过32亿，粉丝讨论量破547万。而在问答平台知乎，节目在播出期间也持续登陆综艺热搜推荐。此外，节目的微信指数、头条指数和百度指数也均为2018年第四季度同时段热播节目第一名。
2019年2月13日，《声入人心》被国家广播电视总局评选为2018年第四季度广播电视创新创优节目。同年4月7日，在2019年戛纳春季电视片交易会期间，《声入人心》举行全球鉴赏大会，节目组与美国制作公司Vainglorious现场完成签约，这一原创节目模式将在北美地区发行。